# とちぎ蔵の街美術館
とちぎ蔵の街美術館（とちぎくらのまちびじゅつかん）は、栃木県栃木市にあった栃木市立の美術館。
2003年開館。その約15年前まで実際に使われていた、江戸時代に建てられた3つの質蔵（登録有形文化財）を活用した。蔵そのものと関連資料を常設展示する「蔵の展示室」を備えたほか、地元ゆかりの絵画など芸術作品を約200点収蔵していた。
2020年の企画展「知られざるレオナルド・ダ・ヴィンチ展」を最後に閉館し、入舟町に開館予定の栃木市立美術館に業務を移管する。建物は同年11月1日より栃木市蔵の街市民ギャラリーとして再オープンし、引き続き使用されている。

## 概要
栃木市中心部は江戸時代に日光例幣使街道の宿場町であり、巴波川を使った河川舟運で商都としても栄えた。現代も当時の街並みが一部残り、「蔵の街」と呼ばれる（「小江戸」も参照）。
美術館に転用された蔵は近江商人を祖とする善野家のもので、困窮人救済のため金銭や米を出した（あるいは失業の対策のため蔵を新築した）ことから「おたすけ蔵」の通称で知られる。東西に3棟の蔵が連なって形成されており、それぞれ建築年代は次のように判明している。
- 東蔵 - 文化年間（1804年 - 1818年）初期
- 中蔵 - 天保2年（1831年）以前
- 西蔵 - 天保11年（1840年）

## アクセス
電車
- JR両毛線・東武鉄道日光線栃木駅より
  - ふれあいバス
    - 寺尾線「万町一丁目」下車すぐ
    - 金崎線・真名子線・大宮国府線・市街地循環線・市街地北部循環線「東武ギフト前」下車、徒歩2-3分

  - 徒歩15分[9]

自動車
- 東北自動車道栃木I.Cより10分[9]

## 関連施設
- とちぎ蔵の街観光館
- とちぎ山車会館
- 山本有三ふるさと記念館